# La scienza di stare in fila
La scienza di stare in fila è il decimo album in studio del cantautore italiano Max Arduini, pubblicato il 4 Luglio 2019.
Il disco è stato registrato e arrangiato a Roma tra settembre 2018 e giugno 2019 con Valdimiro Buzi in collaborazione con Adriano Medde e la consulenza artistica di Renato Marengo. Il brano Plano è stato semifinalista al Premio Lunezia 2019. Nel brano È Ravenna partecipa Valeria Visconti anche in veste di flautista e Valdimiro Buzi con il mandolino. Recensito sul bimestrale Vinile Nov/Dic 2019 Su L'isola che non c'era.
Il 4 novembre del 2019 viene intervistato da Fernando Fratarcangeli In esclusiva su Raropiù.
La canzone Salutami Gillespie è stata sigla di chiusura del programma Classic Rock on air Condotto da Renato Marengo nel mese di dicembre 2019.

## Brani
- Il brano Nina e Gaetà è ispirato a Gaetano Santangelo, burattinaio romano del 1800 e alla storia d'amore, finita in tragedia, con Nina finita al Tevere.
- Il brano D Enzo T.(A Enzo Tortora) È dedicato al caso di Enzo Tortora
- il brano Arlecchino noir è un chiaro riferimento nonché fonte d'ispirazione a qualcuno volò sul nido del cuculo film del 1975 con Jack Nicholson come protagonista.
- il brano La baia non c'è più è dedicato alla baia degli angeli la discoteca italiana a Gabicce mare più famosa all'estero che apri il 29 giugno 1975, cambiando la musica da ballo di quegli anni. Chiuse i battenti nel 1978 per un grave fatto di cronaca.
- il brano Un valzer perduto narra il rocambolesco salvataggio dal Titanic di Miss Edwina Celia Troutt detta Winnie che raccontò di aver ascoltato la banda del Titanic suonare, il valzer;  Nearer My God  mentre la nave affondava. Presentò reclamo contro la White Star Line per una macchina per marmellate di sua invenzione. Morì il 3 dicembre 1984 a Redondo Beach, in California, all'età di 100 anni.
- il brano La presa di Forlimpopoli narra l'impresa brigantesca più celebre di Stefano Pelloni famoso in Romagna con l'appellativo di Passator Cortese. La rapina a Forlimpopoli nella notte del 25 gennaio 1851 al teatro Verdi passò alla storia e consacrò il brigante romagnolo in seguito definito Cortese da Giovanni Pascoli nella poesia Romagna.
- il brano Cedo gabbia è una registrazione In teatro del 2011.
- il brano Cha cha Chaplin è ispirato lontanamente ma in chiave ironica al periodo buio di Charlie Chaplin dopo le delusioni d’amore, la fama e la fortuna che lo avevano reso apatico prima del 1933. La canzone vuole sdrammatizzare la depressione concentrandosi sul personaggio di Charlot .

## Tracce
Testi e musiche di Max Arduini
1. Nina e Gaetà – 3:50
2. Plano – 4:37
3. È Ravenna (feat. Valeria Visconti) – 5:25
4. Salutami Gillespie – 4:00
5. Mama Laus Deo – 4:52
6. La settima casa (Anniversary 10h) – 4:13
7. La nottata – 3:42
8. In qualche giorno (Anniversary 10h) – 4:23
9. Défaillance – 4:11
10. Sciarada ... Ignurent! – 4:45
11. Arlecchino noir (Piano e voce) – 4:59

## solo in digitale
1. Notte riminese (A Christian Rovelli) – 4:18
2. È Ravenna (ReMix 2019) – 5:39
3. D Enzo T. (A Enzo Tortora)[9] – 4:27
4. La baia non c'è più (Degli angeli solo groove) – 4:24
5. Un valzer perduto (feat. Teura Cenci) – 3:43
6. La presa di Forlimpopoli (tratta da cortese) – 5:03
7. Cha cha Chaplin – 4:34
8. La maschera di Mr. Hyde – 4:43
9. Cedo gabbia (Live) – 4:12

## Formazione
- Max Arduini - voce, cori, pianoforte
- Valdimiro Buzi - mandolino, tastiere, pianoforte, arrangiamenti, mixaggi e programmazione
- Adriano Medde  - arrangiamenti Sciarada... Ignurent!, La baia non c'è più e La maschera di Mr. Hyde
- Costantino Buzi - chitarre
- Valeria Visconti - voce e flauto traverso in È Ravenna
- Teura Cenci - voce in Un valzer perduto
- Giacomo Mearelli - servizio fotografico
- Renato Marengo - confidente artistico

## Singoli
1. Plano
2. Salutami Gillespie
3. Nina e Gaeta'